# روبرت مارتن (موسيقي)
روبرت مارتن (بالإنجليزية: Robert Martin)‏ هو موسيقي أمريكي، ولد في يونيو 1948 في فيلادلفيا في الولايات المتحدة.

## وصلات خارجية
- الموقع الرسمي
- روبرت مارتن على موقع IMDb (الإنجليزية)
- روبرت مارتن على موقع ميوزك برينز (الإنجليزية)
- روبرت مارتن على موقع أول ميوزيك (الإنجليزية)
- روبرت مارتن على موقع أول ميوزيك (الإنجليزية)
- روبرت مارتن على موقع ديسكوغز (الإنجليزية)